# شکوه قاسم‌نیا
شکوه قاسم‌نیا (زادهٔ ۱۳۳۴ در تهران) شاعر و نویسندهٔ اهل ایران است. قاسم‌نیا یکی از شاعران و نویسندگان مطرح در حوزهٔ ادبیات کودکان و نوجوانان ایران است و تاکنون نزدیک به ۴۰۰ شعر و ترانه و داستان برای کودکان سروده و نوشته‌است.

## زندگی
شکوه قاسم‌نیا با نام اصلی فاطمه همدانی کار ترانه‌سرایی را از سال ۱۳۵۸ و کار نویسندگی برای کودکان را از سال ۱۳۵۹ با نوشتن در مجلهٔ کیهان بچه‌ها آغاز کرد. او تا کنون ۱۵۰ عنوان کتاب کودک نوشته‌است. تهیه ترانۀ کلبه عمو پورنگ يكي از آثار اوست.
شعر معروف غرق نور است و طلا/گنبد زرد رضا، از جمله آثار ماندگار اوست.
وی برای تألیف داستان بلند هلی فسقلی در سرزمین غول‌ها و اشعار کتاب کلاغه به خنده افتاد در یازدهمین جشنوارهٔ کتاب کودک و نوجوان کانون پرورش فکری کودکان و نوجوانان دو دیپلم افتخار دربخش شعر و داستان گرفت. هلی فسقلی در سرزمین غول‌ها نیز موفق به دریافت جایزه کتاب سال کودک و نوجوان در بخش داستان کودک شد. قصه‌های شیرین هزارو یک شب یکی از آثار او است.
اولین رمان وی با عنوان کاش یکی قصه‌اش را می‌گفت در سال ۱۳۹۶ منتشر و موفق به دریافت دو جایزه شد او برای نگارش کتاب گلک چه مهربان است! برگزیدۀ هشتمین دوره کتاب سال ایران شد.
او از اعضای شورای پنج نفرۀ نظارت و و سانسور کتاب کودک و نوجوان دردورۀ معاونت احمد مسجدجامعی بوده است.

## گزیدهٔ آثار
- اندازه دنیا
- شعر تیتراژ برنامه  عمو پورنگ
- خبر داغ - کتاب فارسی چهارم دبستان
- هلی فسقلی در سرزمین غول‌ها
- کلاغه به خنده افتاد